# 皮季亞爾基夫
49°44′2″N 24°21′41″E / 49.73389°N 24.36139°E
皮季亞爾基夫是烏克蘭西部的村莊，隸屬利維夫州的利維夫區。該村面積3.26平方公里，海拔高度278米，2001年人口470，人口密度每平方公里144.17人。